# Tour de Lombardie 1936
Le Tour de Lombardie 1936 est la 32e édition de cette course cycliste. Il est remporté par Gino Bartali, à Milan.

## Classement final
| Pos. | Coureur           | Pays   | Équipe | Temps             |
| ---- | ----------------- | ------ | ------ | ----------------- |
| 1    | Gino Bartali      | Italie |        | en 6 h 46 min 0 s |
| 2    | Diego Marabelli   | Italie |        | même temps        |
| 3    | Luigi Barral      | Italie |        | m.t.              |
| 4    | Aldo Bini         | Italie |        | + 2 min 25 s      |
| 5    | Rinaldo Gerini    | Italie |        | + 2 min 25 s      |
| 6    | Francesco Camusso | Italie |        | + 2 min 25 s      |
| 7    | Settimio Simonini | Italie |        | + 2 min 25 s      |
| 8    | Osvaldo Bailo     | Italie |        | + 4 min 15 s      |
| 9    | Severino Canavesi | Italie |        | + 4 min 15 s      |
| 10   | Carlo Romanatti   | Italie |        | + 4 min 15 s      |